# Betsy Graves Reyneau

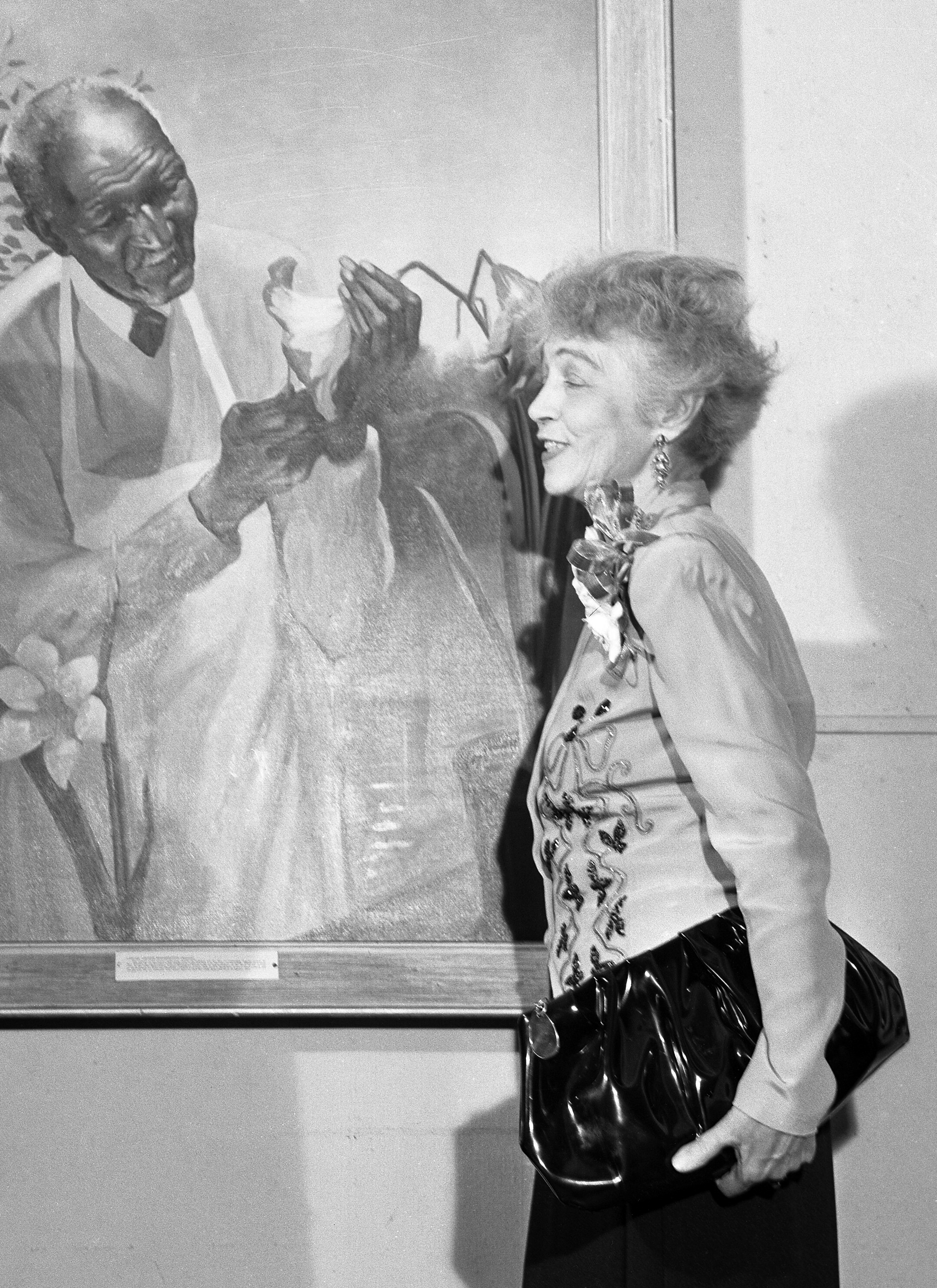
Betsy Graves Reyneau (1948)

Betsy Graves Reyneau, geboren als Betsy Graves (* 6. Juni 1888 in Kansas; † 18. Oktober 1964 in Moorestown, New Jersey), war eine US-amerikanische Malerin. Sie wurde vor allem durch eine Serie von Porträtgemälden prominenter Afroamerikaner bekannt, die heute Bestandteil der Sammlung der National Portrait Gallery der Smithsonian Institution in Washington sind. Neben ihrer künstlerischen Tätigkeit unterstützte sie als junge Frau den Kampf der Suffragetten für das Frauenwahlrecht und setzte sich zeitlebens gegen soziale Ungerechtigkeiten und für die Wahrung der Bürgerrechte in der US-amerikanischen Gesellschaft ein.

## Leben
Betsy Graves war die Tochter des Rechtsanwalts Henry Ballard Graves (1861–1952) und seiner Ehefrau Lena L. Elliott (1863–?). Sie und ihr älterer Bruder Arthur (1884–1907) wurden zwar in Kansas geboren, wuchsen jedoch in Detroit auf, wo ihr Großvater Benjamin Franklin Graves (1817–1906) lebte, der als Richter Obersten Gerichtshof von Michigan (Michigan Supreme Court) tätig gewesen war. Früh wusste sie, dass sie Malerin werden wollte, doch ihr Vater hielt dies nicht für eine angemessene Tätigkeit für eine Frau. Deshalb verließ sie Detroit und brach die Verbindung zu ihrer Familie ab, um die Kunstakademien in Cincinnati und Boston besuchen zu können.
Im Alter von 26 Jahren heiratete sie am 26. Juni 1915 in Grosse Ile im Wayne County (Michigan) den Ingenieur Paul Ortmans Reyneau (1886–1952).

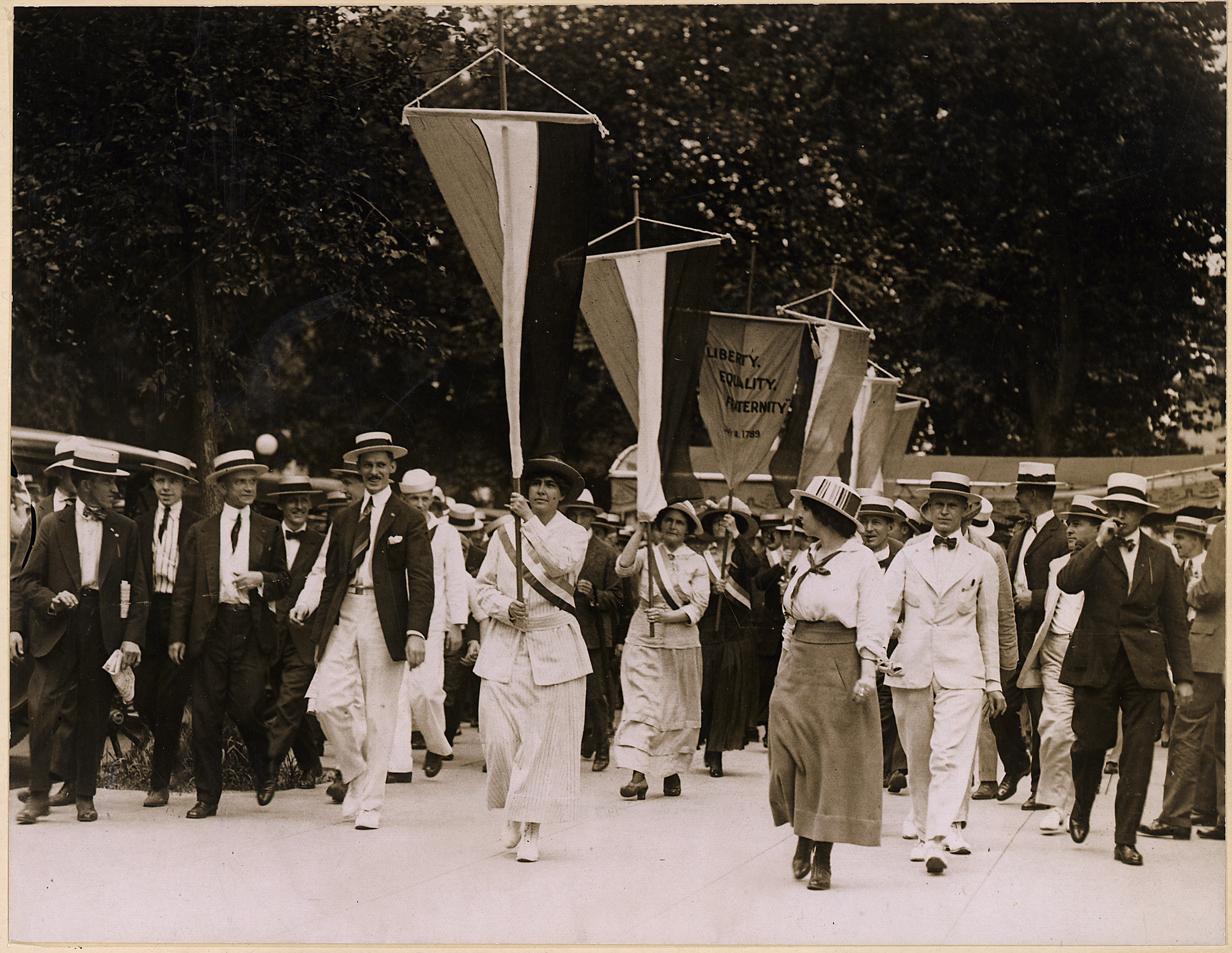
16 Frauenwahlrechtsaktivistinnen am 14. Juli 1917 auf dem Weg zum Weißen Haus in Washington, darunter Betsy Graves Reyneau

Schon in ihrer Jugend hatte Graves ein ausgeprägtes Gespür für Ungerechtigkeiten und soziale Missstände in ihrem Umfeld entwickelt. Als Studentin protestierte sie gemeinsam mit anderen gegen die niedrigen Löhne der Verkäuferinnen und der Arbeiter in den Hafendocks. In ihren ersten Ehejahren schloss sie sich einer Gruppe von Frauenwahlrechtsaktivistinnen um Alice Paul an und beteiligte sich an den Protestaktionen und Mahnwachen der Silent Sentinels vor dem Weißen Haus in Washington, um gegen Präsident Woodrow Wilsons ablehnende Haltung zum Stimmrecht für Frauen zu demonstrieren. Am 14. Juli 1917, dem sogenannten Bastille Day, war sie eine von 16 Frauen, die mit Plakaten mit der Aufschrift „Liberty, Equality, Fraternity, July 14, 1789“ vor dem Weißen Haus für das Frauenwahlrecht demonstrierten und von der Polizei verhaftet wurden. Sie wurde am 17. Juli 1917 zu einer Gefängnisstrafe von 60 Tagen im Frauengefängnis Occoquan Workhouse (heute Lorton Correctional Complex) verurteilt. Zeitungen und andere Medien in ganz Michigan berichteten über die Verurteilung und ihre Verwandtschaft zu Richter Benjamin Graves. Unter dem Druck der öffentlichen Berichterstattung wurden Graves Reyneau und die anderen Frauen nach drei Tagen vom Präsidenten begnadigt. Wenige Tage später nahm sie mit gemeinsam mit den anderen die Demonstrationen und Mahnwachen wieder auf.
Im April 1918 brachte sie in Detroit ihre Tochter Marie Duval Reyneau (1918–1968) zur Welt. Nach dem Erfolg der Frauenwahlrechtskampagne fühlte sich Graves Reyneau Anfang der 1920er Jahre stark genug, neue Ziele zu suchen und ihren eigenen Weg zu gehen. Ihre Ehe mit Paul Reyneau wurde im Juni 1922 nach sieben Jahren mit der Begründung „extreme Grausamkeit“ (extreme cruelty) geschieden. Im selben Jahr zog sie nach New York, wo sie in der 31 W. 46th Street ein eigenes Atelier eröffnete.
Im Jahr 1927 übersiedelte sie mit ihrer Tochter nach Europa. Sie schrieb Zeitungsartikel und perfektionierte ihre Zeichentechnik durch Arbeiten für die renommierte Londoner Literaturzeitschrift The Bookman. Im Laufe der Jahre erlebte sie bewusst das Wachsen des Faschismus in Europa, und sie gewährte in ihrer Wohnung Juden Zuflucht vor der zunehmenden Verfolgung zur Zeit des Nationalsozialismus. Die unübersehbaren Kriegsvorbereitungen veranlassten Graves Reyneau im Frühjahr 1939, nach zwölf Jahren in ihre Heimat zurückzukehren.
Zurück in den Vereinigten Staaten nahm sie – sensibilisiert durch ihre Erfahrungen in Europa – entsetzt wahr, welchen augenfälligen Ungerechtigkeiten und Ungleichbehandlungen Afroamerikaner in der amerikanischen Gesellschaft ausgesetzt waren. Die großen Spannungen zwischen den Rassen veranlassten Reyneau dazu, sich für die Aufhebung der Rassentrennung zu engagieren. Den Rest ihres künstlerischen Lebens widmete sie ganz der Erstellung von Porträts herausragender Amerikaner afrikanischer Herkunft, um dadurch deren Leistungen für das amerikanische Volk öffentlich bewusst zu machen und zu würdigen.
Die letzten fünf Jahre ihres Lebens verbrachte Graves Reyneau bei ihrer Tochter in der Township Moorestown im US-Bundesstaat New Jersey, wo auch ihre frühere Mitstreiterin für das Frauenwahlrecht Alice Paul wohnte. Betsy Graves Reyneau starb im Oktober 1964 im Alter von 76 Jahren in Moorestown. Die New York Times veröffentlichte am 21. Oktober 1964 ihren Nachruf.
Im Jahr 1996 wurde Betsy Graves Reyneau in die Ruhmeshalle bedeutender Frauen aus Michigan (Michigan Women’s Hall of Fame) aufgenommen.

## Künstlerische Karriere

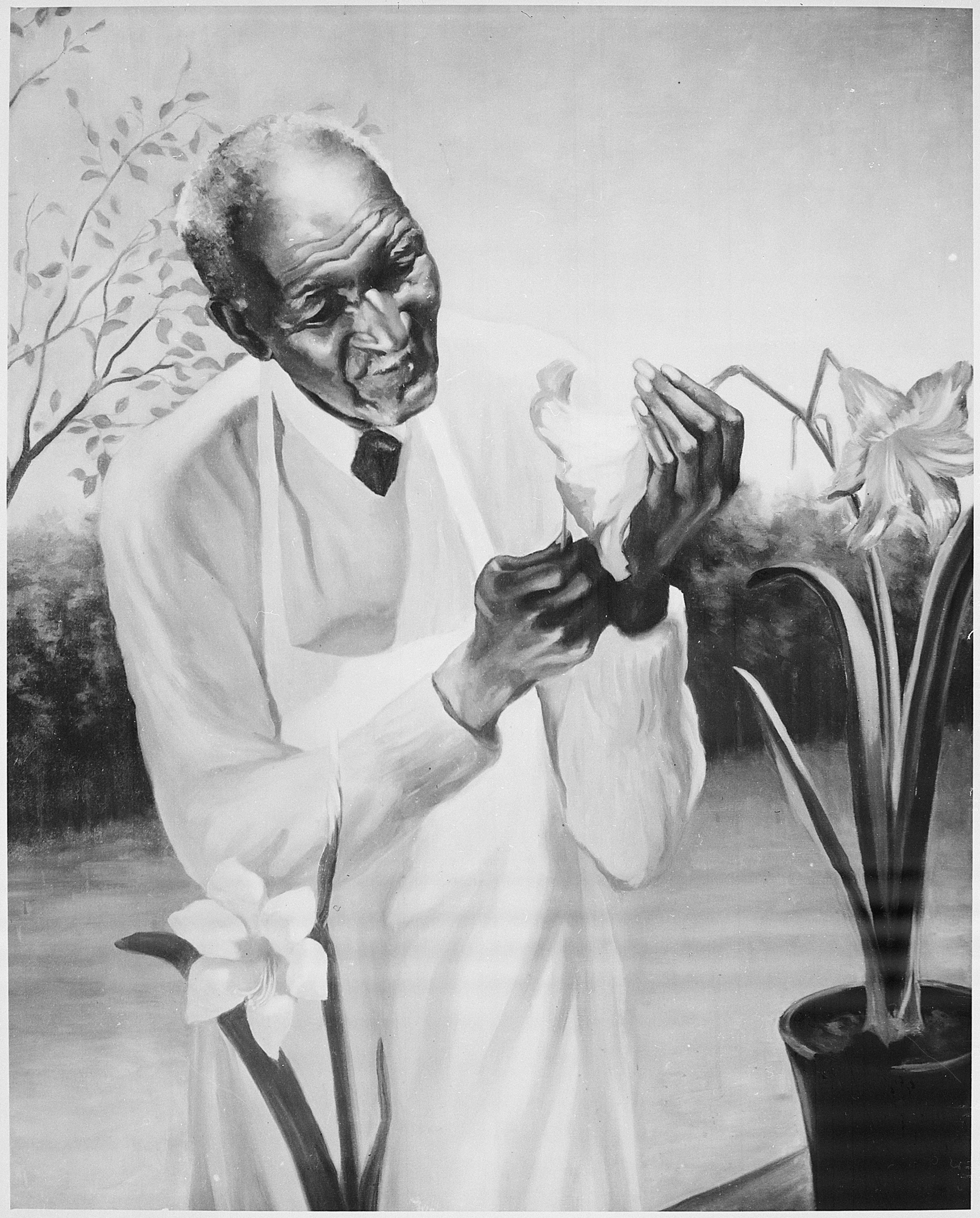
George Washington Carver mit einer Amaryllis-Hybride (1942)

Zunächst ging Graves nach Cincinnati und erlernte bei Frank Duveneck, der seit 1904 Leiter der dortigen Kunstakademie war, die Technik der realistischen Porträtmalerei. Danach studierte sie von 1909 bis 1914 unter dem Namen Bessie Bowen Graves an der School of the Museum of Fine Arts in Boston. Ohne einen akademischen Abschluss anzustreben, belegte sie dort zahlreiche Kurse für Fortgeschrittene, darunter „advanced painting“, „life modeling“ und „classical art“. Nach ihrer Heirat und der Rückkehr des Paares nach Detroit malte Graves Reyneau Porträts als Auftragsarbeiten und erarbeitete sich mit ihren fotorealistischen farbigen Ölgemälden einen guten Ruf. In jener Zeit signierte sie ihre Bilder lediglich mit ihren Initialen. So geschah es, dass sie eines Tages vom Circuit Court of Detroit den Auftrag erhielt, ein Porträt ihres verstorbenen Großvaters Richter Benjamin Graves zu malen, ohne dass dem Auftraggeber bewusst war, dass es sich bei der Künstlerin um die Enkelin des Porträtierten handelte. In ihrer New Yorker Zeit hatte sie im Dezember 1922 eine Ausstellung im Kunstzentrum in der 56th Street, bei der dieses Porträt ihres Großvaters zu den besten Bildern gehörte. Die New York Times berichtete ausführlich über die Ausstellung, die auch Porträts von Reyneaus Freundin und Förderin Eunice Brannan, mehrere Kinderporträts sowie eines von Samuel Hume, dem Direktor des San Francisco Theatres, umfasste.
Aus Europa zurückgekehrt, reiste sie in den 1940er Jahren quer durch die USA zu zahlreichen prominenten afroamerikanischen Persönlichkeiten, um sie zu Hause oder an ihren Arbeitsplätzen zu porträtieren. Zu den Dargestellten zählen die Frauen- und Bürgerrechtlerinnen Mary Church Terrell und Mary McLeod Bethune, der Bürgerrechtler Martin Luther King, der Schriftsteller James Weldon Johnson, der Boxer Joe Louis, der Soziologe und Bürgerrechtler W. E. B. Du Bois, die erste afroamerikanische Richterin Jane Bolin und Thurgood Marshall, der erste afroamerikanische Richter am Obersten Gerichtshof der Vereinigten Staaten.
Der Botaniker und Erfinder George Washington Carver gab seinen lebenslangen Widerstand dagegen, sich von Künstlern porträtieren zu lassen, erst auf, nachdem er die Arbeiten von Graves Reyneau gesehen hatte. „Sie malt die Seelen der Menschen“, sagte er, und ließ sich drei Monate vor seinem Tod im Jahr 1942 von ihr mit einer von ihm gezüchteten rot-weißen Amaryllis-Hybride darstellen. Den Schauspieler, Sänger und Bürgerrechtler Paul Robeson porträtierte sie in seinem Theaterkostüm in der Rolle des Othello, die Opernsängerin Marian Anderson vor dem Lincoln Memorial.
Im Jahr 1944 zeigte das Smithsonian Institute in Washington eine Auswahl ihrer Porträts in einer Ausstellung mit dem Titel „Portraits of Outstanding Americans of Negro Origin“, die von der Stiftung Harmon Foundation gesponsert wurde. Diese philanthropische Organisation mit Sitz in New York, die von 1922 bis 1967 tätig war, hatte bewusst die Weiße Betsy Graves Reyneau und die afroamerikanische Malerin Laura Wheeler Waring gemeinsam mit der Herstellung dieser Porträtserie beauftragt, in welcher sie ein Mittel zur Überwindung des Rassismus in den Vereinigten Staaten sah. Aufgrund des großen Interesses, das die Ausstellung erregte, schickte die Smithsonian Institution sie auf eine landesweite Tournee. Startpunkt der zehn Jahre währenden Wanderausstellung war das Detroit Institute of Arts.
Viele Porträts von Graves Reyneau befinden sich derzeit in der Sammlung der National Portrait Gallery der Smithsonian Institution in Washington.

## Werke (Auswahl)

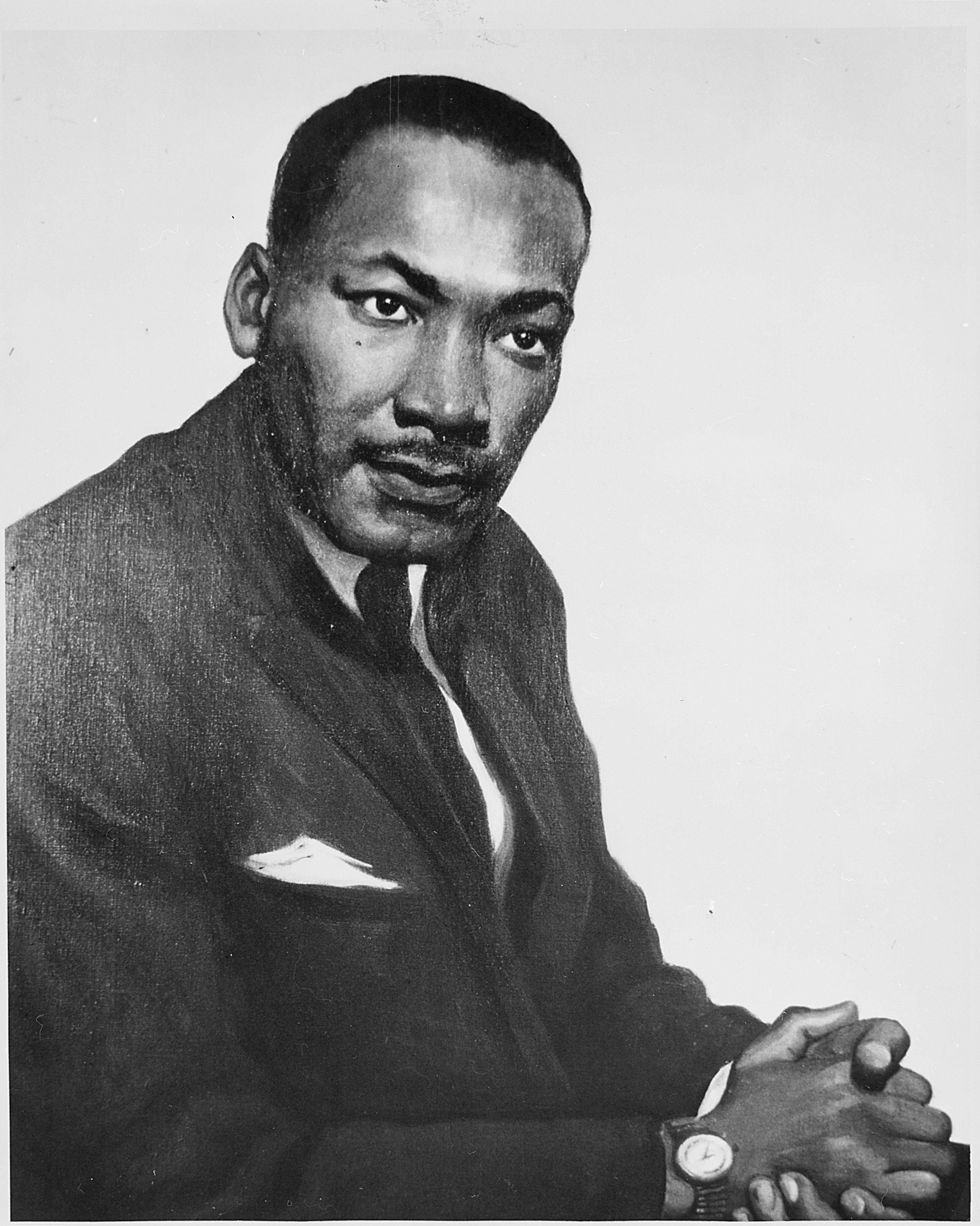
Martin Luther King
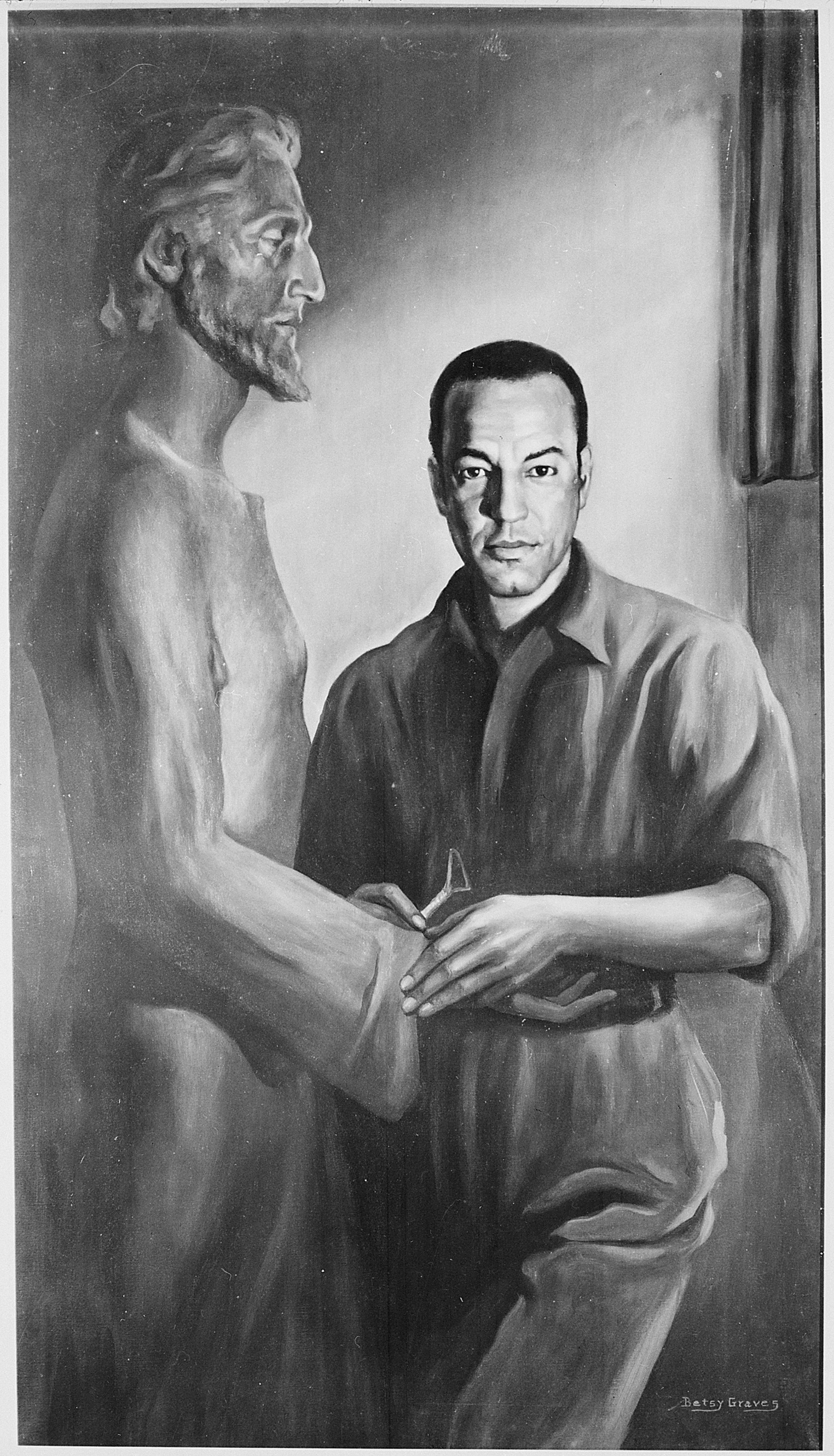
Richmond Barthé
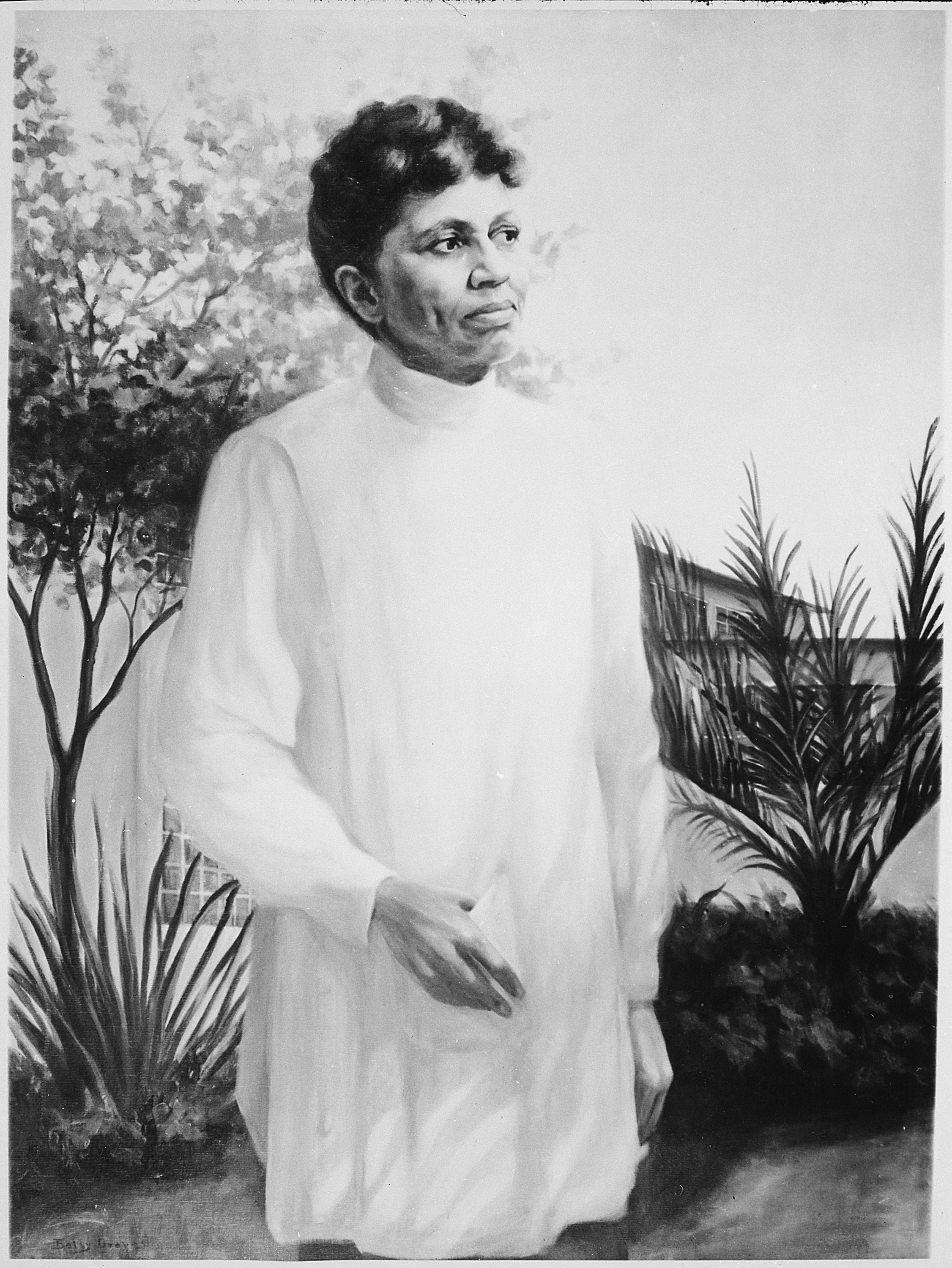
Ruth Temple
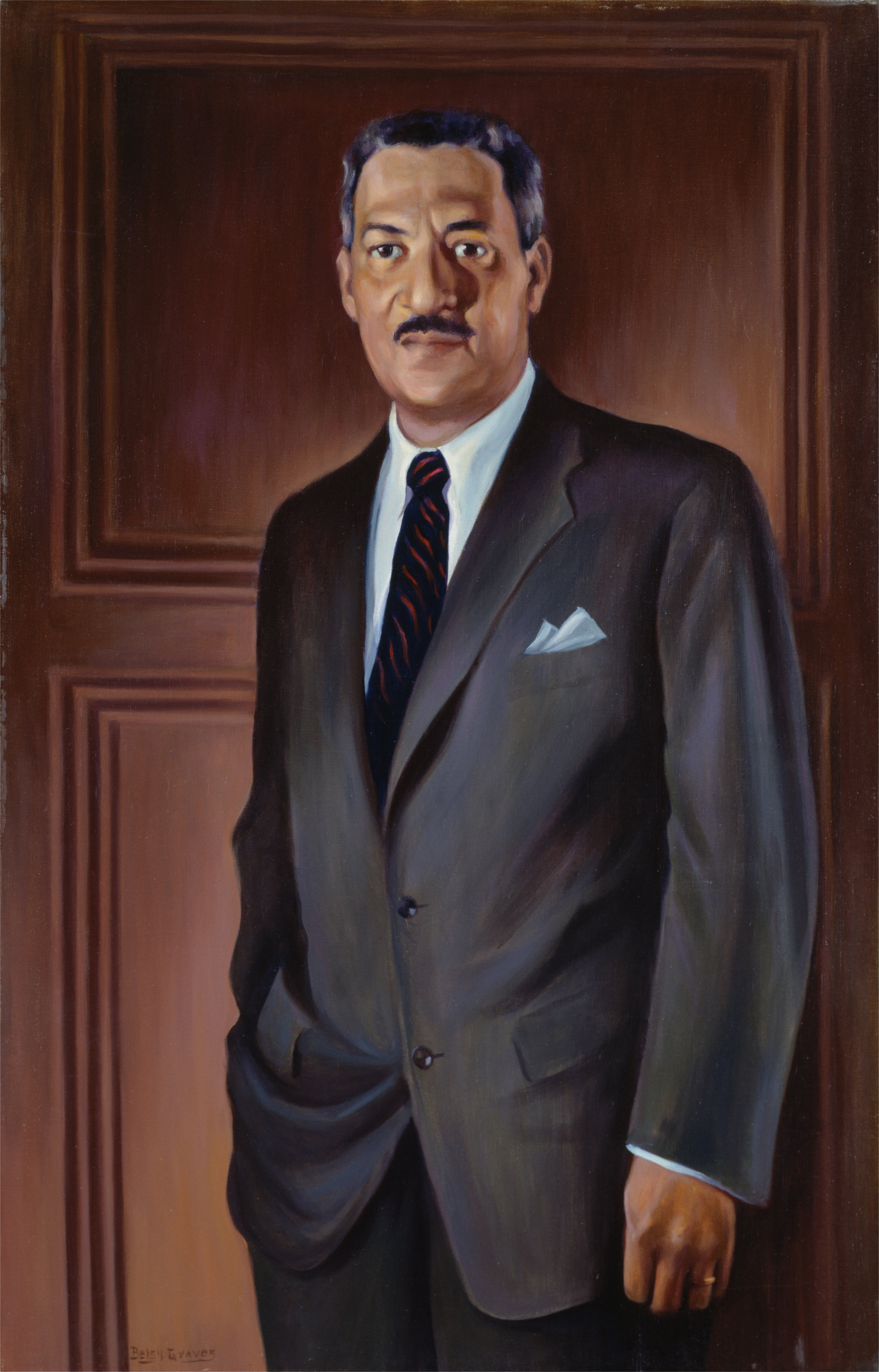
Thurgood Marshall (1956)
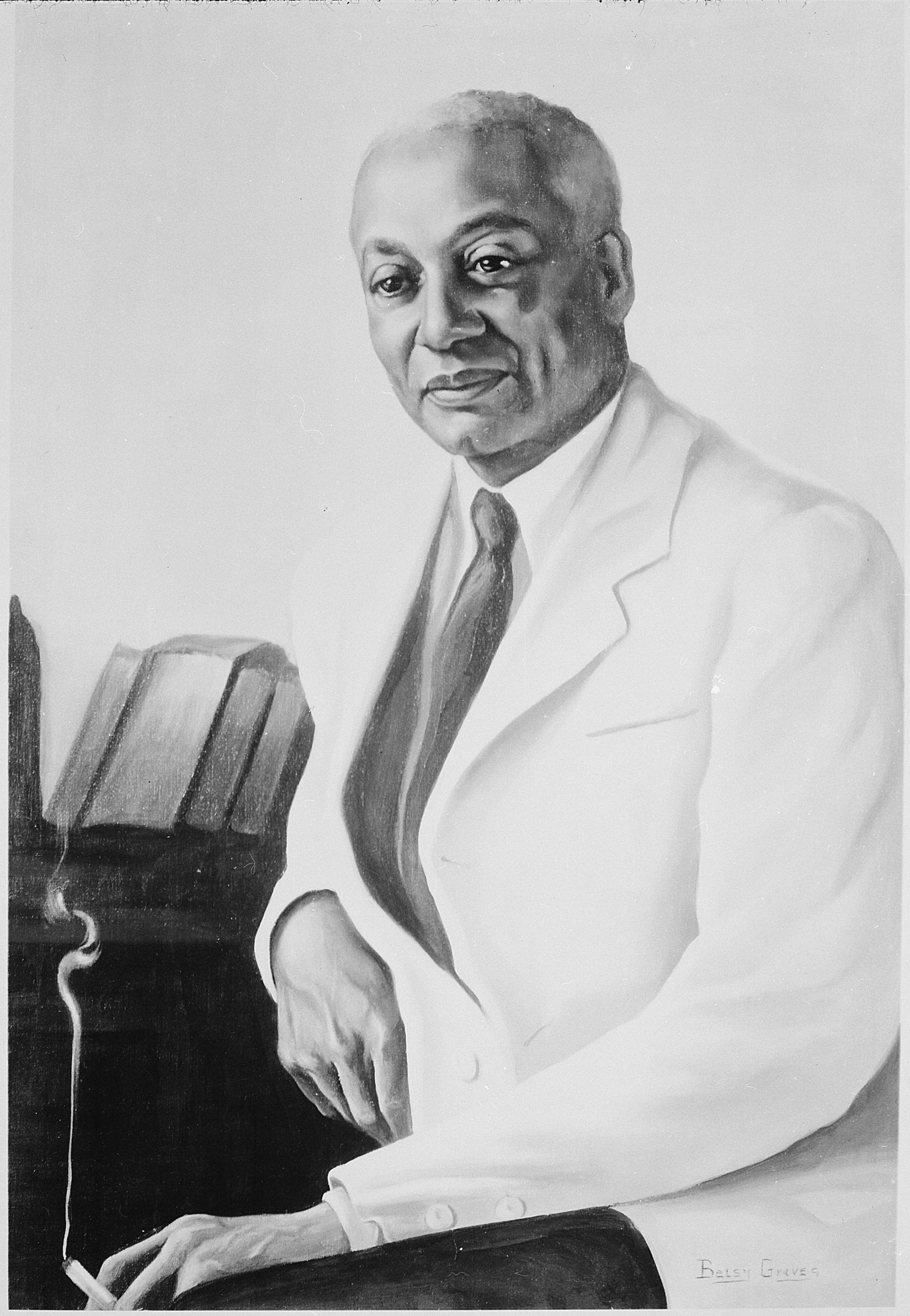
Alain Locke
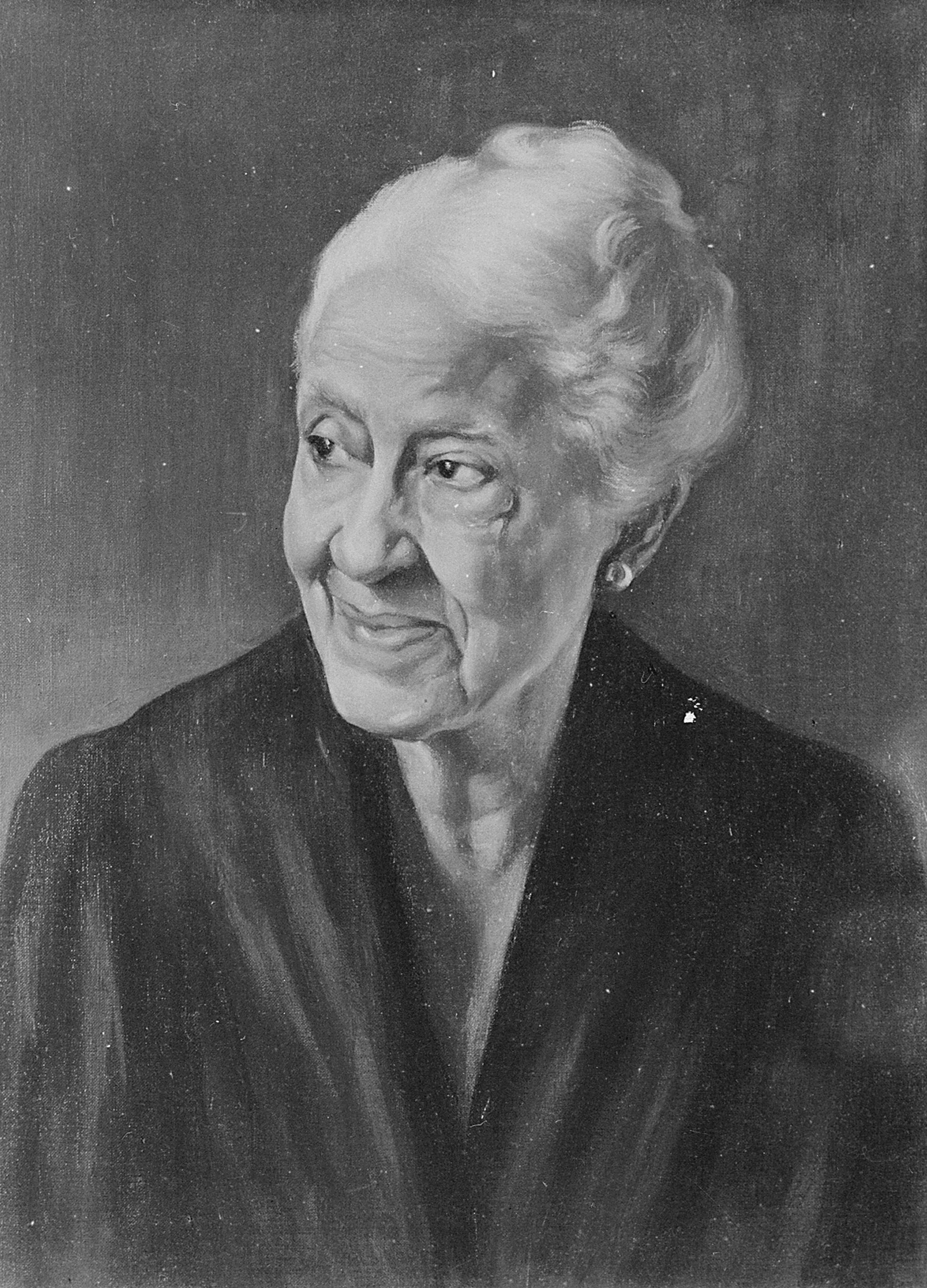
Mary Church Terrell (1946)
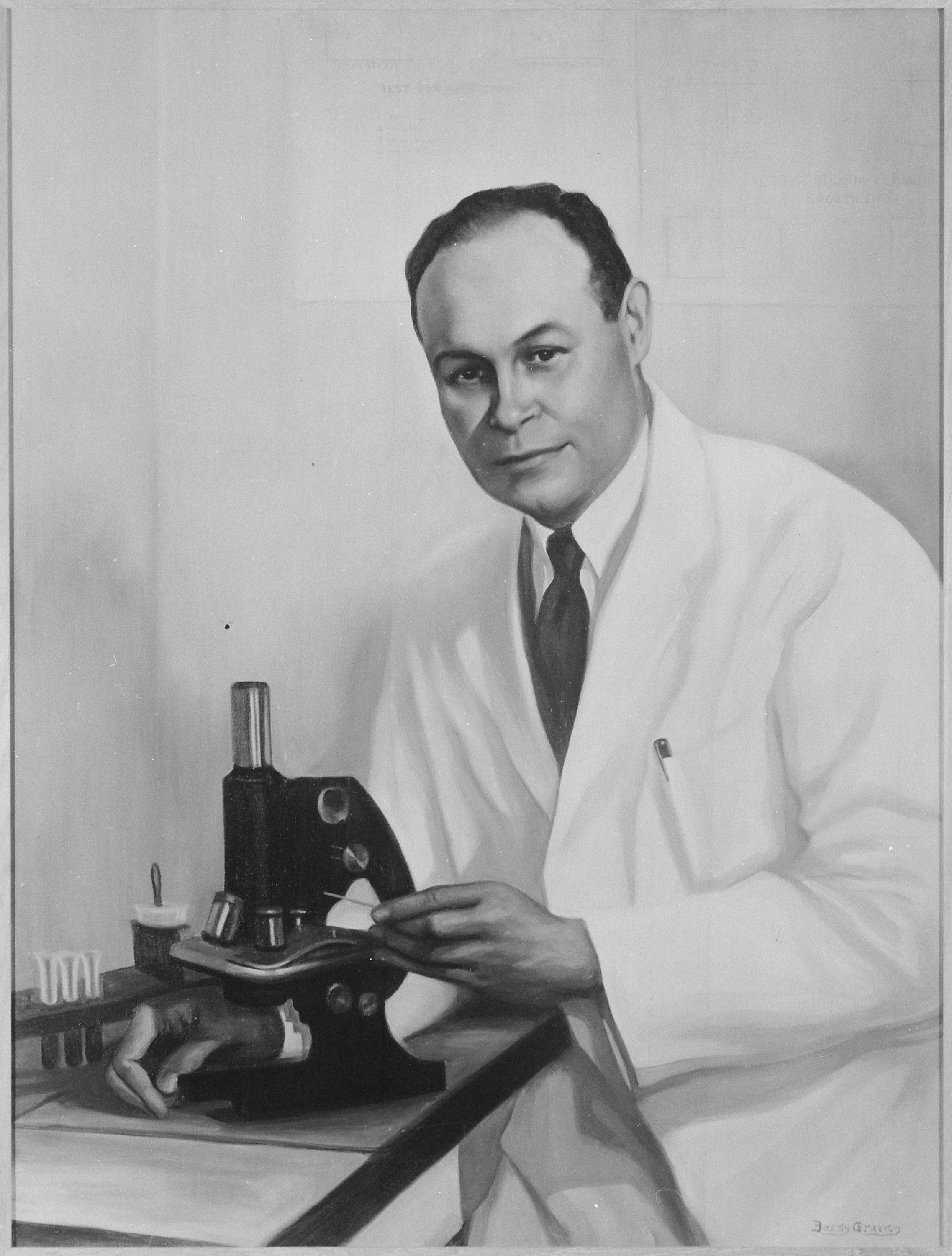
Charles Drew

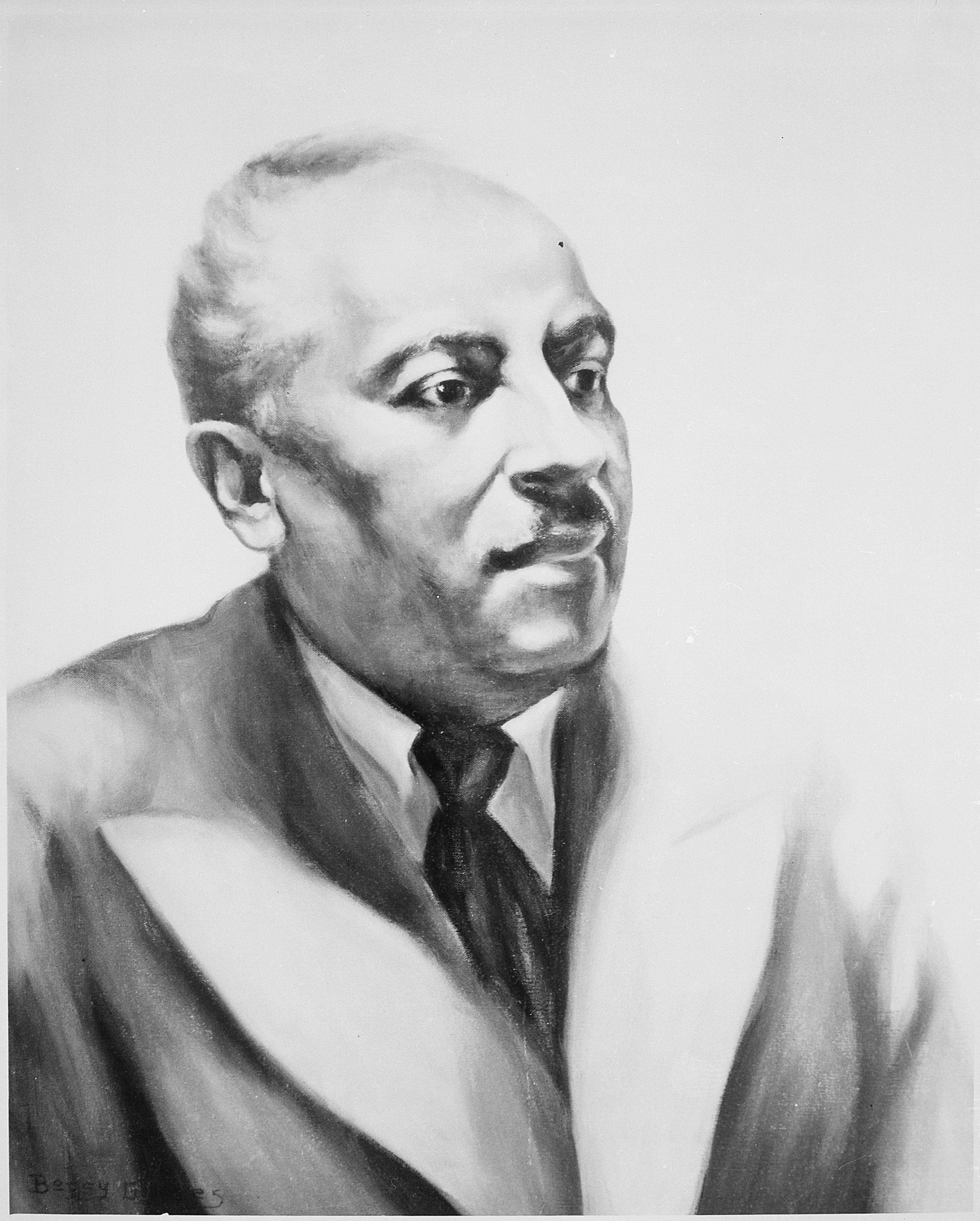
Arna Bontemps
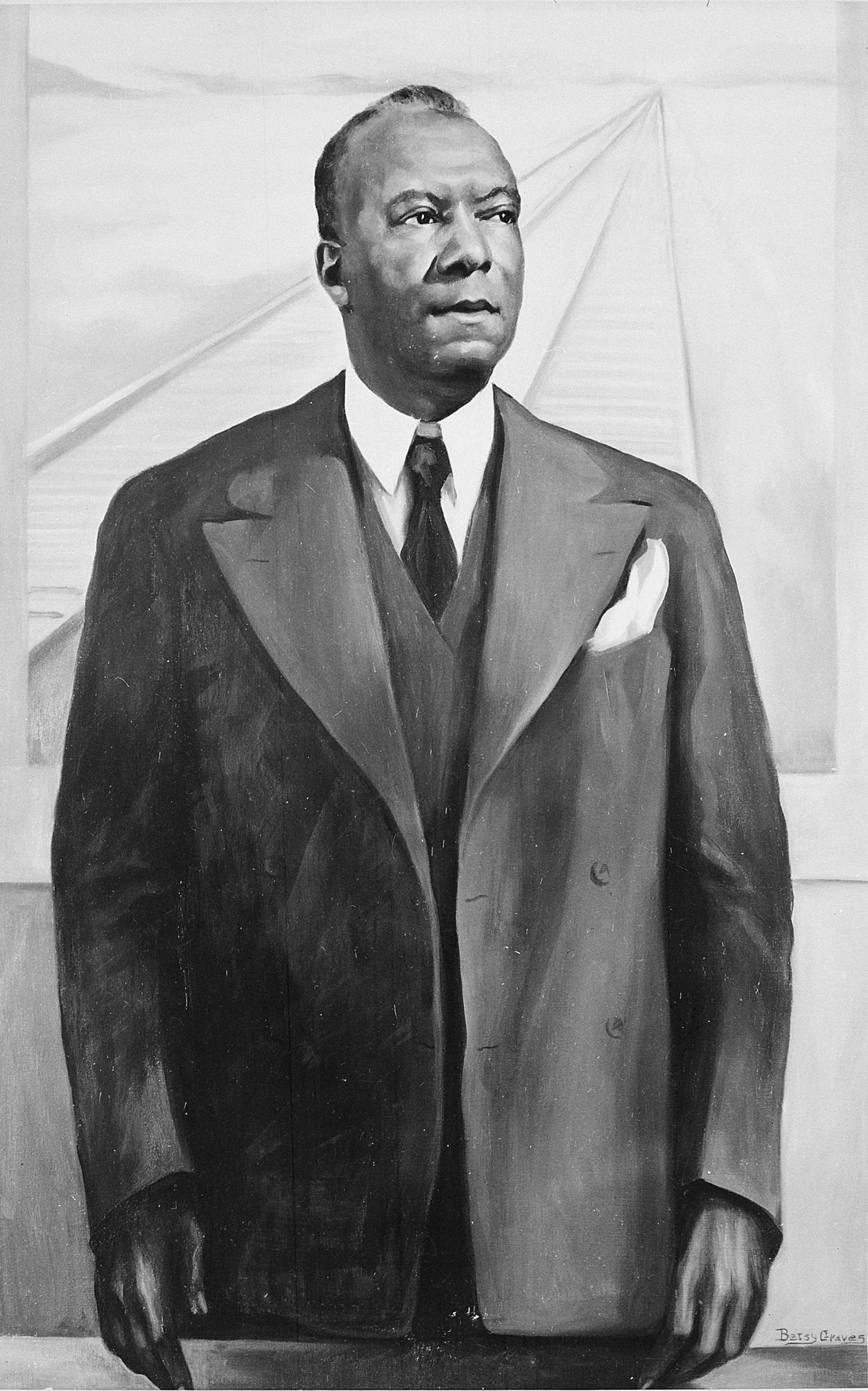
A. Philip Randolph
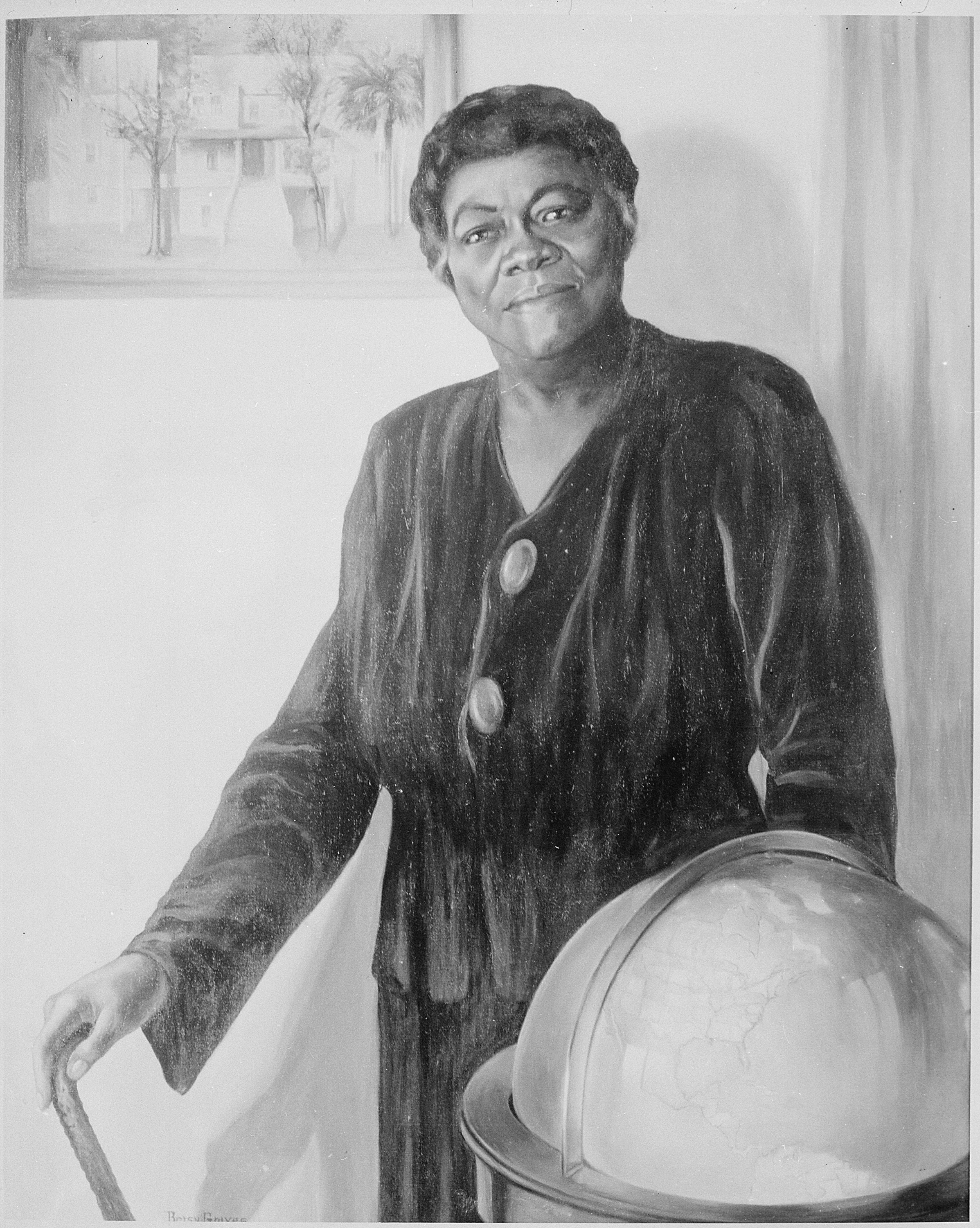
Mary McLeod Bethune (1943)
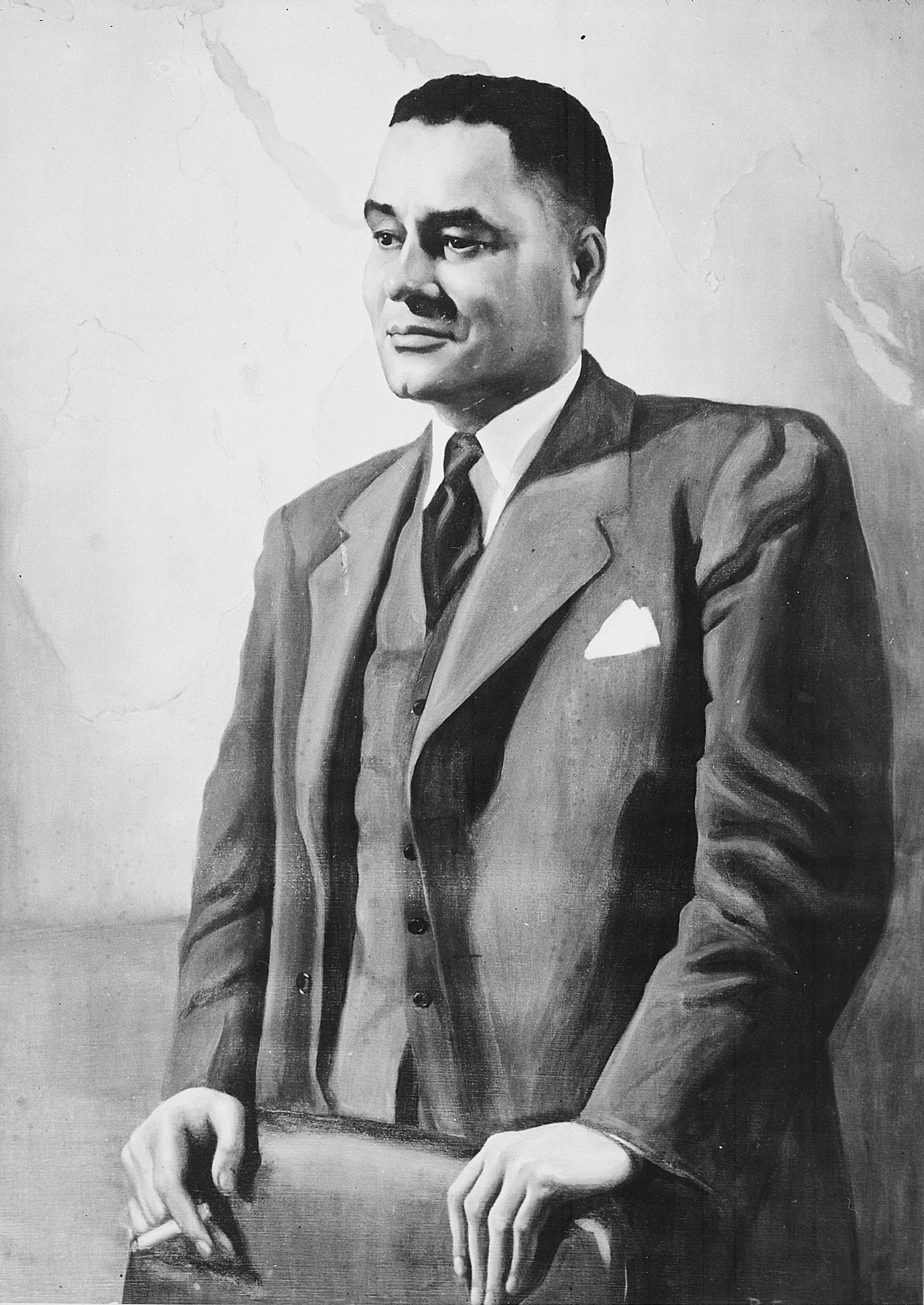
Ralph Bunche
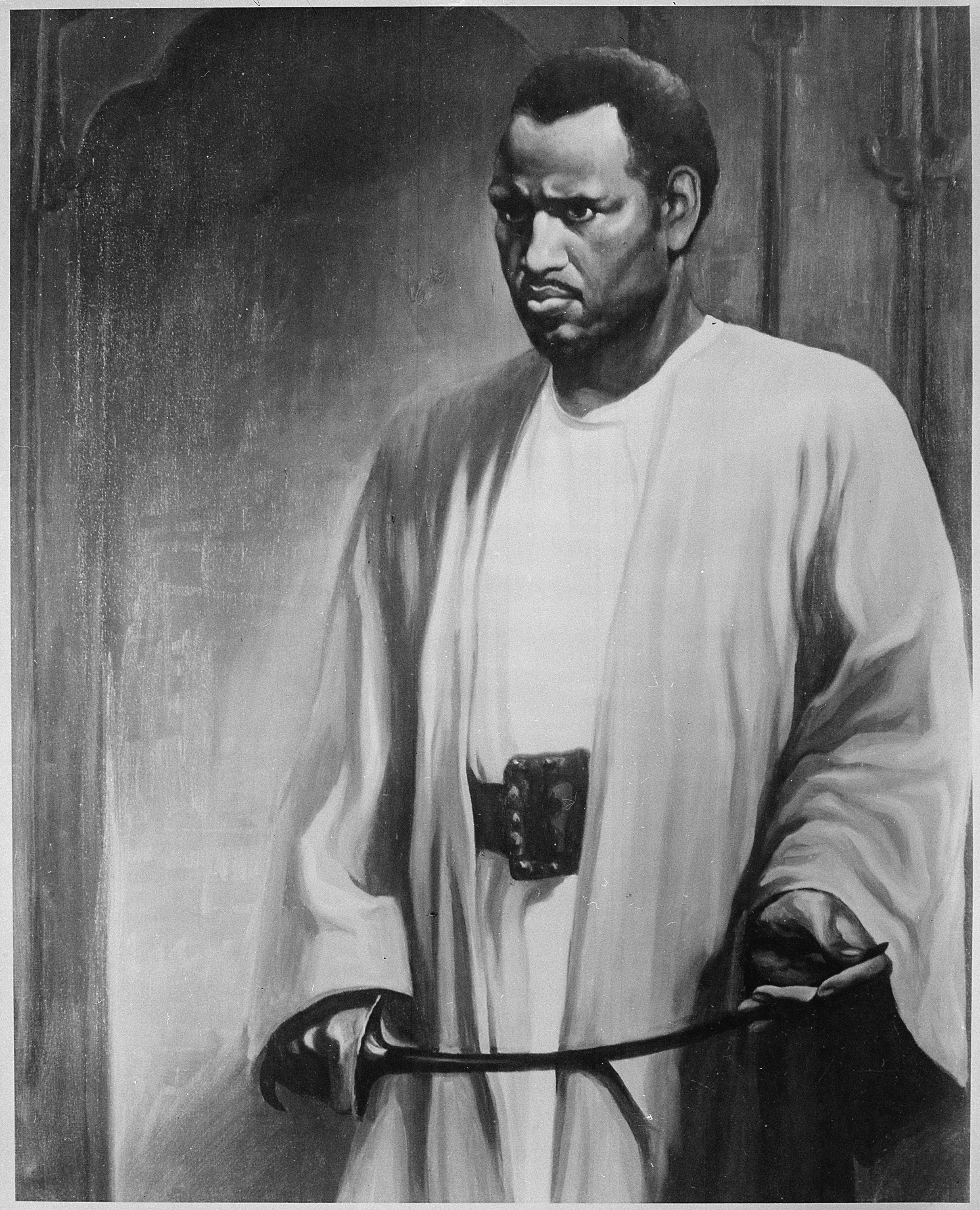
Paul Robeson (1944)
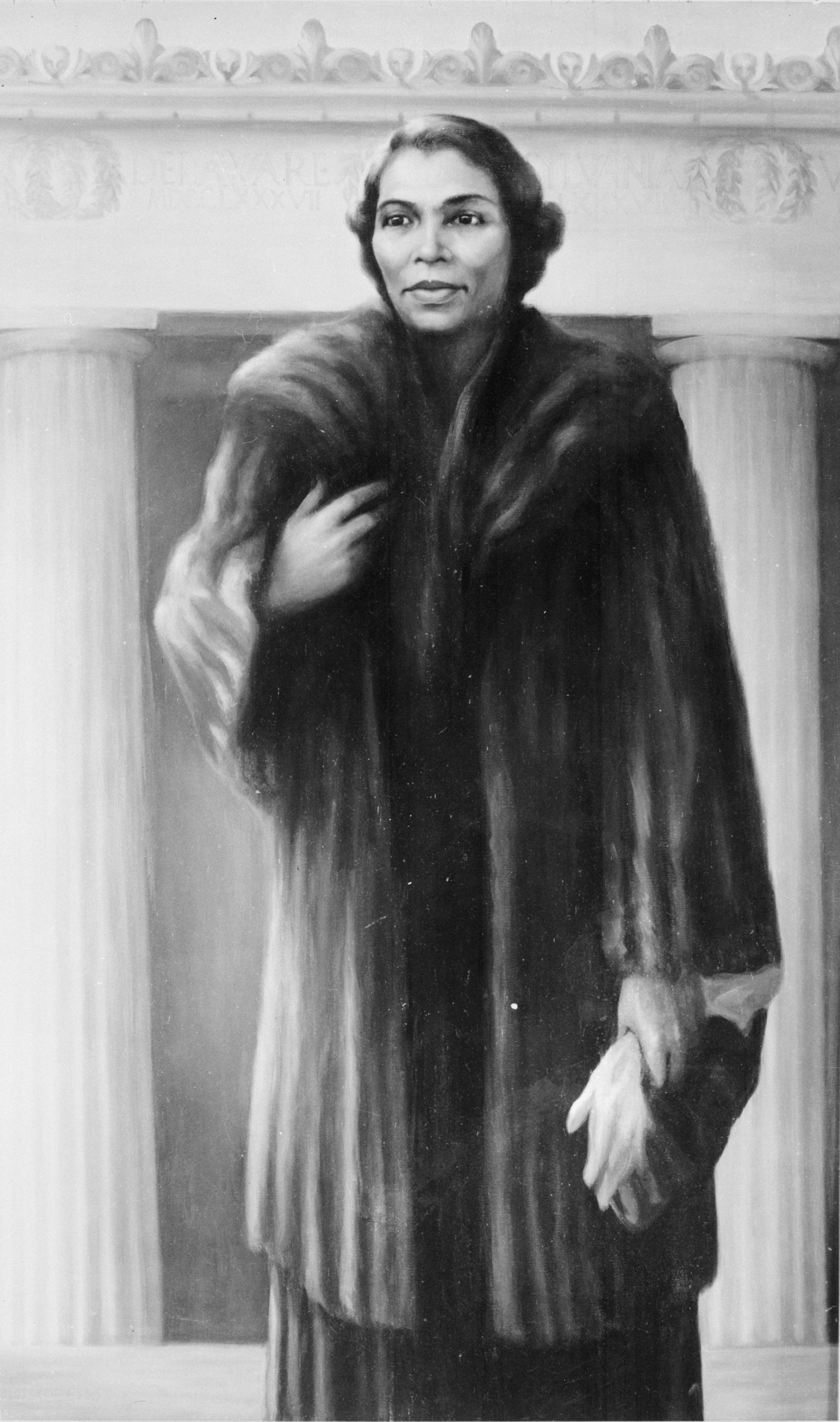
Marian Anderson (1955)
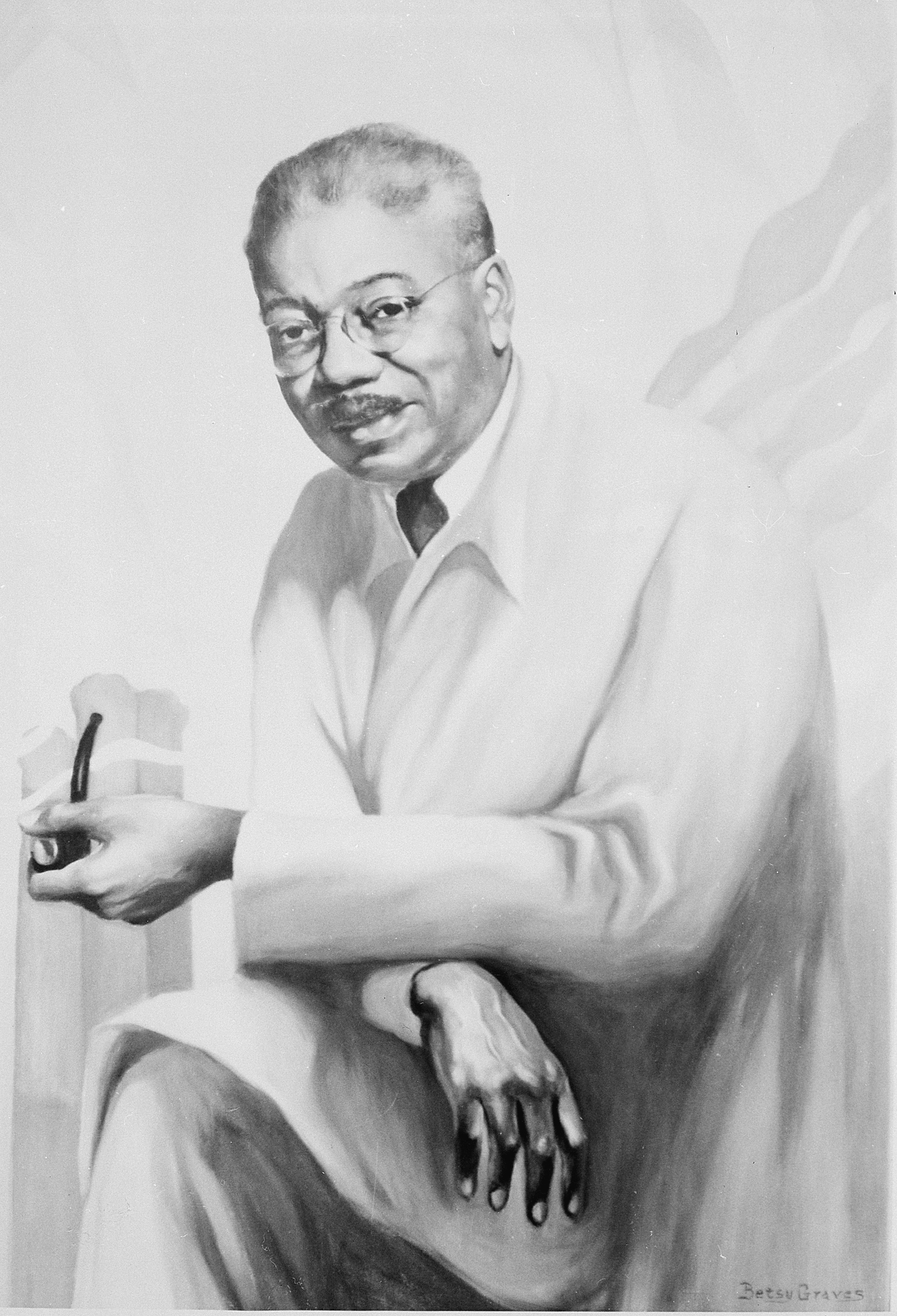
Aaron Douglas